# Pool Comense 1872
La Società Ginnastica Comense 1872 est un club omnisports italien, dont la section féminine de basket-ball, dénommée Pool Comense 1872 appartient à la LegA Basket Femminile, soit le plus haut niveau du championnat italien. Le club est basé dans la ville de Côme, en Lombardie.

## Palmarès
International
- Vainqueur de l'Euroligue : 1994, 1995

National
- Championne d'Italie : 1950, 1951, 1952, 1953, 1991, 1992, 1993, 1994, 1995, 1996, 1997, 1998, 1999, 2002, 2004
- Vainqueur de la Supercoupe d'Italie : 1996, 1998, 1999, 2000, 2001, 2004
- Vainqueur de la Coupe d'Italie : 1993, 1994, 1995, 1997, 2000

## Joueuses marquantes du passé
- Isabelle Fijalkowski

## Entraîneurs marquants du passé
- Aldo Corno